# Георги Азалиев
Георги Димитров Азалиев е български революционер, деец на Вътрешната македоно-одринска революционна организация.

## Биография
Роден е в Хасково. Присъединява се към ВМОРО и става секретар в четата на тракийския войвода Димо Николов, която действа в Западна Тракия. При избухването на Балканската война през есента на 1912 година е доброволец в Македоно-одринското опълчение и служи в Пета одринска дружина. Носител е на орден „За храброст“ IV степен.
По време на освобождението на Вардарска Македония през Втората световна война Георги Русев Азалиев е кмет на Дервент от 13 август 1941 година до 3 август 1943 година.